# Sant Joan de Fàbregues
Sant Joan de Fàbregues és una església romànica del municipi de Rupit i Pruit a la comarca d'Osona. És un monument protegit i inventariat dins el Patrimoni Arquitectònic Català.

## Situació
L'església està situada al sud de Rupit, arrecerada a l'extrem nord-oest de l'extens Pla de Fàbregues i penjada a mitjana altura sobre el marge esquerre del profund torrent del Bonegre, que baixa cap al Ter, ara Pantà de Susqueda. Enfront, a ponent, a l'altra banda del barranc, s'aixequen els alterosos cingles del Pla Boixer amb el cim de Rocallarga.
De la carretera BV-5208, poc abans de l'entrada a Rupit (42° 1′ 33.75″ N, 2° 27′ 54.25″ E / 42.0260417°N,2.4650694°E), surt la que en uns 3 km. porta a Sant Joan de Fàbregues. És apta per a tota classe de vehicles.

## Descripció
Església de nau única i tres absis disposats en forma de trèvol, damunt dels quals s'eleva un cimbori ortogonal amb llanterna. Els absis són decorats amb arquets i lesenes llombardes i dents de serra i en cada un d'ells s'hi obra una finestra amb esqueixada. A ponent s'eleva un campanar de secció quadrada, inclòs dins el cos de la nau., i cobert a quatre vessants i amb quatre finestres d'arc de mig punt. A la banda de migdia hi ha un portal d'arc de mig punt, amb un altre portal refós i un timpà semicircular sense esculpir. També s'hi disposen tres finestres d'arc de mig punt, la central resta tapiada. Per la banda de ponent s'adossa a la rectoria. A migdia hi ha un clos enjardinat que conserva un antic cementiri amb una porta d'accés que duu la data de 1777. Es conserva la làpida d'un rector de la parròquia, també datada a la segona meitat del segle xviii. L'església és construïda en lleves de pedra sense polir i les obertures són ben escairades, mentre la part superior del campanar és de pedra tosca i el teulat de ceràmica vidriada.

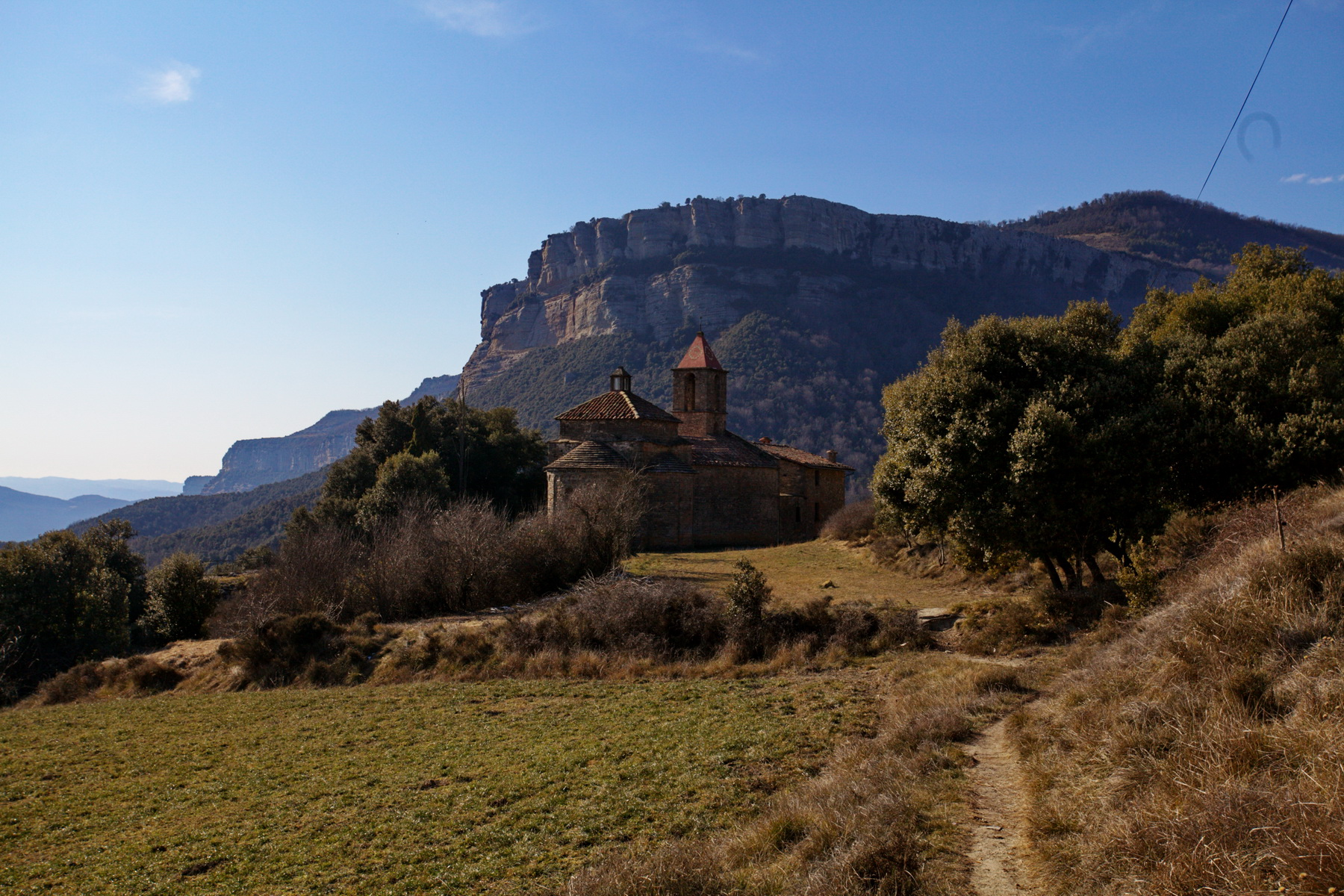
L'església i els cingles del Pla Boixer al seu darrere

 La rectoria està adossada a la banda de ponent de l'església parroquial. Es troba assentada sobre el desnivell del terreny. A la part de llevant, al costat del mur de l'església, hi ha un portal rectangular, datat, el qual tanca un pati interior. L'edifici mira vers aquest sector i és cobert a dos vessants amb el carener perpendicular a llevant i sostingut per grossos cavalls de fusta de construcció moderna. A tramuntana hi ha un portal rectangular a la planta, datat, i al damunt una finestra amb l'espiera tapiada. A ponent s'hi obre un altre portal de les mateixes característiques i quatre finestres amb espieres, a ponent les obertures presenten sobrearc. A migdia s'hi obre un cos de porxos a la planta i al primer pis obertures amb sobrearc. En aquest indret hi ha restes d'una altra construcció. Per les característiques constructives s'hi observen diverses etapes i reformes. És construïda en lleves de pedra, carreus ben engaltats, fusta i teules. Cal remarcar que els ràfecs del teulat són construïts en lloses de pedra.

## Notícies històriques
Fou la primitiva església parroquial de l'actual nucli de Rupit, que fins al 1955 fou conegut per Sant Joan de Fàbregues i tenia la demarcació dins del castell de Fàbregues. Fou la parroquial de Rupit fins al 1878 moment en què la vila de Rupit ja tenia l'església de Sant Andreu i s'independitzà de la Sant Joan. Es troba documentada l'any 968, com el castell i per les característiques arquitectòniques, romànic llombard, es pot dir que data del segle xi o XII però conserva elements tardans, malgrat la restauració del 1978, com són el portal de migdia, el cimbori, el campanar i els arcs torals i abarrocament interiors.

## Festes
Per Sant Joan, el 24 de Juny, s'hi celebra un aplec amb missa i arrossada popular.